# Real Estelí Fútbol Club
Le Real Esteli Futbol Club est un club de football nicaraguayen basé à Estelí. Il dispose également d'équipe de basketball, baseball, volley-ball et cyclisme.

## Historique
- 1960 : fondation du club sous le nom de Esteli FC
- 1961 : le club est renommé Real Esteli FC

## Palmarès
- Championnat du Nicaragua (20)
  - Champion : 1991, 1999, 2003, 2004, 2007, 2008, 2009, 2010, 2011, 2012, 2013, 2014, 2016, 2017, Cl. 2019, Ap. 2019, Cl. 2020, Ap. 2020, Ap. 2022, Cl. 2023

- Coupe du Nicaragua (1)
  - Vainqueur : 1991

- Coupe d'Amérique centrale
  - Finaliste : 2023 et 2024